# Spårgölarna (Hallingebergs socken, Småland, 640236-153159)
Spårgölarna är en sjö i Västerviks kommun i Småland och ingår i Botorpsströmmens huvudavrinningsområde.